# Polybotrya lechleriana
Polybotrya lechleriana là một loài thực vật có mạch trong họ Dryopteridaceae. Loài này được Mett. miêu tả khoa học đầu tiên năm 1854.